# Comuni di Cuba

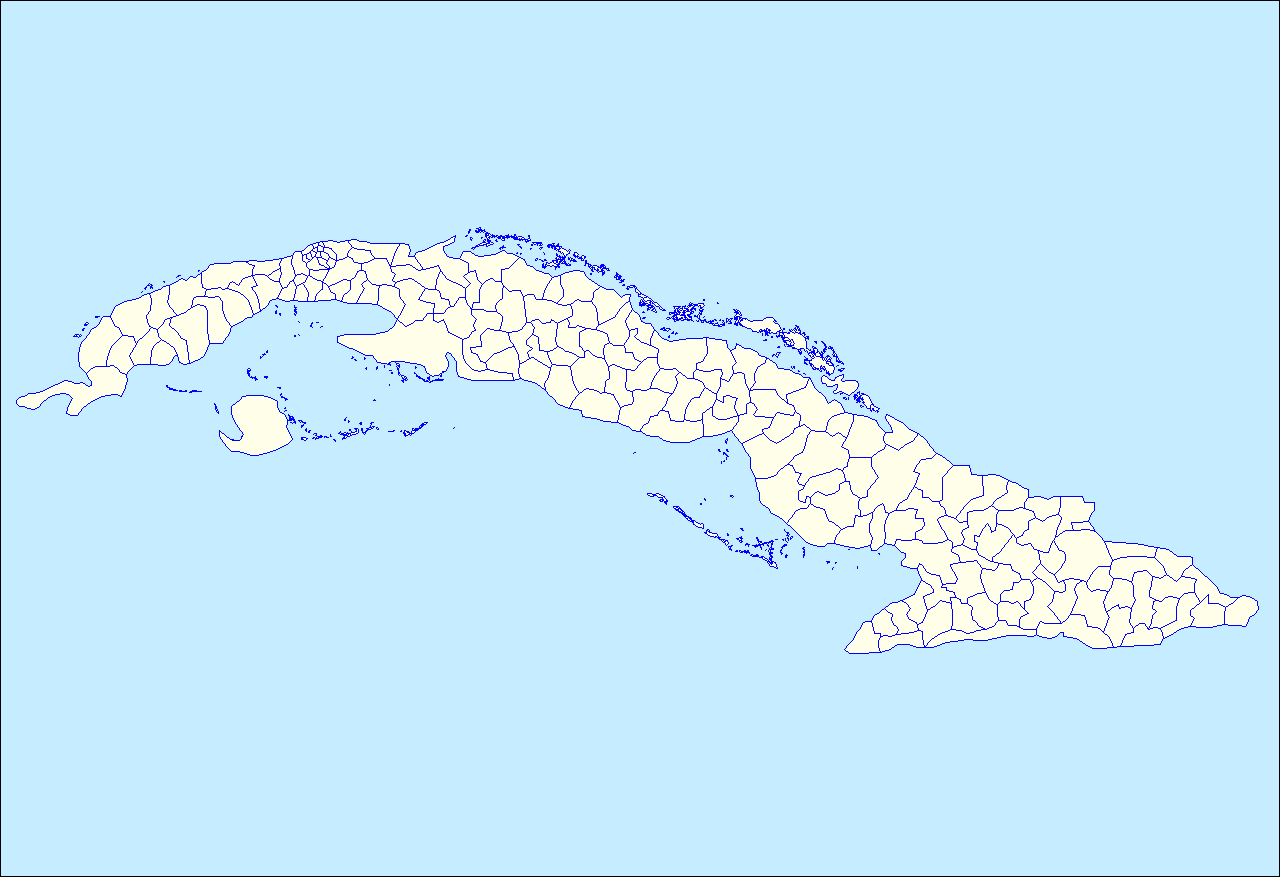
Cartina di Cuba con i confini dei comuni

Le province di Cuba sono suddivise in 169 comuni o municipios. Sono definiti dalla Legge numero 1304 del 3 luglio 1976.

## Comuni per provincia
Fonte: Popolazione dal Censimento 2004. Superfici dalla redistribuzione municipale del 1976.

### Provincia di Artemisa
La provincia di Artemisa è suddivisa in 11 comuni.
| Comune                   | Popolazione (2004) | Superficie (km²) | Localizzazione          | Note      |
| ------------------------ | ------------------ | ---------------- | ----------------------- | --------- |
| Alquízar                 | 29616              | 193              | 22.806667°N 82.582778°W |           |
| Artemisa                 | 81209              | 690              | 22.813611°N 82.763333°W | Capoluogo |
| Bahía Honda              | 45968              | 784              | 22.906389°N 83.163611°W |           |
| Bauta                    | 45509              | 157              | 22.991944°N 82.549167°W |           |
| Caimito                  | 36813              | 238              | 22.957778°N 82.596389°W |           |
| Candelaria               | 19523              | 299              | 22.744444°N 82.965833°W |           |
| Guanajay                 | 28429              | 113              | 22.930556°N 82.687778°W |           |
| Güira de Melena          | 37838              | 178              | 22.802222°N 82.504722°W |           |
| Mariel                   | 42504              | 269              | 22.993889°N 82.753889°W |           |
| San Antonio de los Baños | 46300              | 127              | 22.888889°N 82.498611°W |           |
| San Cristóbal            | 70830              | 936              | 22.716944°N 83.051111°W |           |

### Provincia di Camagüey
La provincia di Camagüey è suddivisa in 13 comuni.
| Comune                    | Popolazione (2004) | Superficie (km²) | Localizzazione          | Note      |
| ------------------------- | ------------------ | ---------------- | ----------------------- | --------- |
| Camagüey                  | 324921             | 1106             | 21.383889°N 77.907222°W | Capoluogo |
| Carlos Manuel de Cespedes | 25707              | 653              | 21.576944°N 78.2775°W   |           |
| Esmeralda                 | 29953              | 1480             | 21.856111°N 78.111111°W |           |
| Florida                   | 73612              | 1800             | 21.529444°N 78.2225°W   |           |
| Guáimaro                  | 57086              | 1847             | 21.058889°N 77.347778°W |           |
| Jimaguayú                 | 21169              | 799              | 21.266667°N 77.830278°W |           |
| Minas                     | 38517              | 1015             | 21.489444°N 77.604722°W |           |
| Najasa                    | 16470              | 921              | 21.083889°N 77.746944°W |           |
| Nuevitas                  | 44882              | 415              | 21.540278°N 77.264444°W |           |
| Santa Cruz del Sur        | 51335              | 1122             | 20.719444°N 77.990833°W |           |
| Sibanicú                  | 31117              | 736              | 21.239167°N 77.520833°W |           |
| Sierra de Cubitas         | 18589              | 549              | 21.733056°N 77.770556°W |           |
| Vertientes                | 53299              | 2005             | 21.257222°N 78.148889°W |           |

### Provincia di Ciego de Ávila
La provincia di Ciego de Ávila è suddivisa in 10 comuni.
| Comune           | Popolazione (2004) | Superficie (km²) | Localizzazione          | Note      |
| ---------------- | ------------------ | ---------------- | ----------------------- | --------- |
| Baraguá          | 32408              | 728              | 21.682222°N 78.624444°W | Gaspar    |
| Bolivia          | 16612              | 918              | 22.075°N 78.350278°W    |           |
| Chambas          | 39868              | 769              | 22.196667°N 78.913056°W |           |
| Ciego de Ávila   | 135736             | 445              | 21.848056°N 78.762778°W | Capoluogo |
| Ciro Redondo     | 29560              | 588              | 22.018889°N 78.702778°W |           |
| Florencia        | 19811              | 286              | 22.1475°N 78.966944°W   |           |
| Majagua          | 26617              | 544              | 21.924444°N 78.990556°W |           |
| Morón            | 60612              | 615              | 22.110833°N 78.627778°W |           |
| Primero de Enero | 27813              | 713              | 21.945278°N 78.418889°W |           |
| Venezuela        | 27333              | 716              | 21.751111°N 78.778889°W |           |

### Provincia di Cienfuegos
La provincia di Cienfuegos è suddivisa in 8 comuni.
| Comune              | Popolazione (2004) | Superficie (km²) | Localizzazione          | Note      |
| ------------------- | ------------------ | ---------------- | ----------------------- | --------- |
| Abreus              | 30330              | 564              | 22.280556°N 80.567778°W |           |
| Aguada de Pasajeros | 31687              | 680              | 22.384722°N 80.846111°W |           |
| Cienfuegos          | 163824             | 333              | 22.145833°N 80.436389°W | Capoluogo |
| Cruces              | 32139              | 198              | 22.342222°N 80.276111°W |           |
| Cumanayagua         | 51435              | 1099             | 22.1525°N 80.201111°W   |           |
| Lajas               | 22602              | 430              | 22.416389°N 80.290556°W |           |
| Palmira             | 33153              | 318              | 22.244444°N 80.394167°W |           |
| Rodas               | 33477              | 552              | 22.342778°N 80.555278°W |           |

### L'Avana
L'Avana (Ciudad de La Habana), capitale nazionale, è suddivisa in 15 comuni.
| Comune                 | Popolazione (2004) | Superficie (km²) | Localizzazione          | Note                    |
| ---------------------- | ------------------ | ---------------- | ----------------------- | ----------------------- |
| Arroyo Naranjo         | 210053             | 83               | 23.043611°N 82.332778°W |                         |
| Boyeros                | 188593             | 134              | 23.007222°N 82.401667°W |                         |
| Centro Habana          | 158151             | 4                | 23.133333°N 82.383333°W |                         |
| Cerro                  | 132351             | 10               | 23.113611°N 82.363333°W |                         |
| Cotorro                | 74650              | 66               | 23.026111°N 82.2475°W   |                         |
| Diez de Octubre        | 227293             | 12               | 23.088056°N 82.359722°W |                         |
| Guanabacoa             | 112964             | 127              | 23.061111°N 82.289722°W |                         |
| Habana del Este        | 178041             | 145              | 23.156944°N 82.296944°W |                         |
| La Habana Vieja        | 95383              | 5                | 23.138889°N 82.355556°W | Patrimonio dell'umanità |
| La Lisa                | 131148             | 38               | 23.024722°N 82.463056°W |                         |
| Marianao               | 135551             | 21               | 23.084167°N 82.429722°W |                         |
| Playa                  | 186959             | 36               | 23.094167°N 82.448889°W |                         |
| Plaza de la Revolución | 161631             | 12               | 23.124444°N 82.386111°W | Distretto governativo   |
| Regla                  | 44431              | 9                | 23.125556°N 82.315278°W |                         |
| San Miguel del Padrón  | 159273             | 26               | 23.096389°N 82.326667°W |                         |

### Provincia di Granma
La provincia di Granma è suddivisa in 13 comuni.
| Comune         | Popolazione (2004) | Superficie (km²) | Localizzazione          | Note      |
| -------------- | ------------------ | ---------------- | ----------------------- | --------- |
| Bartolomé Masó | 53024              | 629              | 20.168611°N 76.9425°W   |           |
| Bayamo         | 222118             | 918              | 20.381667°N 76.6425°W   | Capoluogo |
| Buey Arriba    | 31327              | 452              | 20.173611°N 76.749167°W |           |
| Campechuela    | 46092              | 577              | 20.233333°N 77.278889°W |           |
| Cauto Cristo   | 21159              | 550              | 20.562222°N 76.469444°W |           |
| Guisa          | 50923              | 596              | 20.261111°N 76.538056°W |           |
| Jiguaní        | 60320              | 646              | 20.373333°N 76.422222°W |           |
| Manzanillo     | 130789             | 498              | 20.339722°N 77.108611°W |           |
| Media Luna     | 35330              | 376              | 20.144444°N 77.436111°W |           |
| Niquero        | 41252              | 582              | 20.047222°N 77.578056°W |           |
| Pilón          | 29751              | 462              | 19.905556°N 77.320833°W |           |
| Río Cauto      | 47833              | 1500             | 20.563889°N 76.917222°W |           |
| Yara           | 59415              | 576              | 20.276944°N 76.946944°W |           |

### Provincia di Guantánamo
La provincia di Guantánamo è suddivisa in 10 comuni.
| Comune              | Popolazione (2004) | Superficie (km²) | Localizzazione          | Note       |
| ------------------- | ------------------ | ---------------- | ----------------------- | ---------- |
| Baracoa             | 81794              | 977              | 20.350556°N 74.510278°W |            |
| Caimanera           | 10562              | 366              | 19.995°N 75.159722°W    |            |
| El Salvador         | 45662              | 637              | 20.209722°N 75.222778°W |            |
| Guantánamo          | 244603             | 741              | 20.136944°N 75.213889°W | Capoluogo  |
| Imías               | 20959              | 524              | 20.076944°N 74.651667°W |            |
| Maisí               | 28276              | 525              | 20.243333°N 74.155833°W | La Máquina |
| Manuel Tames        | 14200              | 526              | 20.180556°N 75.051389°W |            |
| Niceto Pérez        | 17783              | 640              | 20.127778°N 75.341944°W |            |
| San Antonio del Sur | 26509              | 585              | 20.056944°N 74.807778°W |            |
| Yateras             | 20358              | 664              | 20.350278°N 74.924167°W | Palenque   |

### Provincia di Holguín
La provincia di Holguín è suddivisa in 14 comuni.
| Comune          | Popolazione (2004) | Superficie (km²) | Localizzazione          | Note         |
| --------------- | ------------------ | ---------------- | ----------------------- | ------------ |
| Antilla         | 12222              | 100              | 20.848611°N 75.7525°W   |              |
| Báguanos        | 52854              | 806              | 20.763056°N 76.029444°W |              |
| Banes           | 81274              | 781              | 20.97°N 75.711389°W     |              |
| Cacocum         | 42623              | 661              | 20.743889°N 76.324167°W |              |
| Calixto Garcia  | 57867              | 617              | 20.854167°N 76.601944°W | Buenaventura |
| Cueto           | 34503              | 326              | 20.648333°N 75.931667°W |              |
| Frank País      | 25621              | 510              | 20.664722°N 75.281389°W | Cayo Mambí   |
| Gibara          | 72810              | 630              | 21.107222°N 76.136667°W |              |
| Holguín         | 326740             | 666              | 20.888889°N 76.257222°W | Capoluogo    |
| Mayarí          | 105505             | 1307             | 20.659444°N 75.677778°W |              |
| Moa             | 71079              | 730              | 20.64°N 74.9175°W       |              |
| Rafael Freyre   | 50080              | 620              | 21.028333°N 75.996389°W |              |
| Sagua de Tánamo | 52013              | 704              | 20.586111°N 75.241667°W |              |
| Urbano Noris    | 43892              | 846              | 20.601389°N 76.1325°W   |              |

### Isola della Gioventù
Con lo status di municipalità speciale, l'isola della Gioventù è composta da una sola unità amministrativa.

### Provincia di Las Tunas
La provincia di Las Tunas è suddivisa in 8 comuni.
| Comune         | Popolazione (2004) | Superficie (km²) | Localizzazione          | Note      |
| -------------- | ------------------ | ---------------- | ----------------------- | --------- |
| Amancio        | 41523              | 857              | 20.819722°N 77.584167°W |           |
| Colombia       | 32942              | 563              | 20.990833°N 77.415833°W |           |
| Jesús Menéndez | 51002              | 638              | 21.163611°N 76.477222°W |           |
| Jobabo         | 49403              | 884              | 20.908056°N 77.283056°W |           |
| Las Tunas      | 187438             | 891              | 20.96°N 76.954444°W     | Capoluogo |
| Majibacoa      | 40264              | 621              | 20.917222°N 76.876111°W | Calixto   |
| Manatí         | 33573              | 953              | 21.314722°N 76.9375°W   |           |
| Puerto Padre   | 93705              | 1178             | 21.195278°N 76.601389°W |           |

### Provincia di Matanzas
La provincia di Matanzas è suddivisa in 13 comuni.
| Comune            | Popolazione (2004) | Superficie (km²) | Localizzazione          | Note                                              |
| ----------------- | ------------------ | ---------------- | ----------------------- | ------------------------------------------------- |
| Calimete          | 29736              | 958              | 22.533889°N 80.909722°W |                                                   |
| Cárdenas          | 103087             | 566              | 23.042778°N 81.203611°W | Nel 2011 ha inglobato la municipalità di Varadero |
| Ciénaga de Zapata | 8750               | 4320             | 22.288056°N 81.1975°W   | Playa Larga                                       |
| Colón             | 71579              | 597              | 22.7225°N 80.906389°W   |                                                   |
| Jagüey Grande     | 57771              | 882              | 22.529444°N 81.1325°W   |                                                   |
| Jovellanos        | 58685              | 505              | 22.810556°N 81.197778°W |                                                   |
| Limonar           | 25421              | 449              | 22.956111°N 81.408611°W |                                                   |
| Los Arabos        | 25702              | 762              | 22.74°N 80.715833°W     |                                                   |
| Martí             | 23475              | 1070             | 22.9525°N 80.916667°W   |                                                   |
| Matanzas          | 143706             | 317              | 23.051389°N 81.575°W    | Capoluogo                                         |
| Pedro Betancourt  | 32218              | 388              | 22.730556°N 81.290833°W |                                                   |
| Perico            | 31147              | 278              | 22.775278°N 81.015°W    |                                                   |
| Unión de Reyes    | 40022              | 856              | 22.800556°N 81.536944°W |                                                   |

### Provincia di Mayabeque
La provincia di Mayabeque è suddivisa in 11 comuni.
| Comune                | Popolazione (2004) | Superficie (km²) | Localizzazione          | Note      |
| --------------------- | ------------------ | ---------------- | ----------------------- | --------- |
| Batabanó              | 25664              | 187              | 22.724722°N 82.289722°W |           |
| Bejucal               | 25425              | 120              | 22.932778°N 82.386944°W |           |
| Güines                | 68951              | 445              | 22.847778°N 82.023611°W |           |
| Jaruco                | 25658              | 276              | 23.042778°N 82.009167°W |           |
| Madruga               | 30640              | 464              | 22.916389°N 81.856944°W |           |
| Melena del Sur        | 20445              | 227              | 22.781667°N 82.148333°W |           |
| Nueva Paz             | 24277              | 515              | 22.763333°N 81.758056°W |           |
| Quivicán              | 29253              | 283              | 22.824722°N 82.355833°W |           |
| San José de las Lajas | 69375              | 591              | 22.968056°N 82.155833°W | Capoluogo |
| San Nicolás de Bari   | 21563              | 242              | 22.781944°N 81.906667°W |           |
| Santa Cruz del Norte  | 32576              | 376              | 23.155833°N 81.926389°W |           |

### Provincia di Pinar del Río
La provincia di Pinar del Río è suddivisa in 11 comuni.
| Comune              | Popolazione (2004) | Superficie (km²) | Localizzazione          | Note      |
| ------------------- | ------------------ | ---------------- | ----------------------- | --------- |
| Consolación del Sur | 87500              | 1112             | 22.5°N 83.515278°W      |           |
| Guane               | 35893              | 717              | 22.200556°N 84.083611°W |           |
| La Palma            | 35426              | 621              | 22.756111°N 83.553333°W |           |
| Los Palacios        | 38950              | 786              | 22.5825°N 83.248889°W   |           |
| Mantua              | 26065              | 915              | 22.290833°N 84.287222°W |           |
| Minas de Matahambre | 34419              | 858              | 22.5825°N 83.949167°W   |           |
| Pinar del Río       | 190532             | 708              | 22.425833°N 83.688333°W | Capoluogo |
| San Juan y Martínez | 45061              | 409              | 22.266389°N 83.833889°W |           |
| San Luis            | 34085              | 765              | 22.283056°N 83.767778°W |           |
| Sandino             | 39245              | 1718             | 22.081111°N 84.221667°W |           |
| Viñales             | 27129              | 704              | 22.615278°N 83.715833°W |           |

### Provincia di Sancti Spíritus
La provincia di Sancti Spíritus è suddivisa in 8 comuni.
| Comune          | Popolazione (2004) | Superficie (km²) | Localizzazione          | Note      |
| --------------- | ------------------ | ---------------- | ----------------------- | --------- |
| Cabaiguán       | 67224              | 597              | 22.083889°N 79.495278°W |           |
| Fomento         | 33528              | 471              | 22.105278°N 79.72°W     |           |
| Jatibonico      | 42708              | 276              | 21.946389°N 79.1675°W   |           |
| La Sierpe       | 16937              | 1035             | 21.760833°N 79.243333°W |           |
| Sancti Spíritus | 133843             | 1151             | 21.934167°N 79.443611°W | Capoluogo |
| Taguasco        | 36365              | 518              | 22.005278°N 79.265°W    |           |
| Trinidad        | 73466              | 1155             | 21.804444°N 79.982778°W |           |
| Yaguajay        | 58938              | 1032             | 22.330556°N 79.236944°W |           |

### Provincia di Santiago di Cuba
La provincia di Santiago di Cuba è suddivisa in 9 comuni.
| Comune           | Popolazione (2004) | Superficie (km²) | Localizzazione          | Note               |
| ---------------- | ------------------ | ---------------- | ----------------------- | ------------------ |
| Contramaestre    | 101832             | 610.3            | 20.3°N 76.250556°W      |                    |
| Guamá            | 35516              | 964.6            | 19.953611°N 76.749444°W |                    |
| Mella            | 33667              | 335.2            | 20.369444°N 75.910833°W |                    |
| Palma Soriano    | 124585             | 845.8            | 20.214167°N 75.991667°W |                    |
| San Luis         | 88496              | 498              | 20.188056°N 75.848611°W |                    |
| Santiago di Cuba | 472255             | 1023.8           | 20.040278°N 75.814722°W | Capoluogo          |
| Segundo Frente   | 40885              | 540              | 20.411944°N 75.528611°W | Mayarí Arriba      |
| Songo-La Maya    | 100287             | 721              | 20.173333°N 75.646111°W | La Maya            |
| Tercer Frente    | 30457              | 364              | 20.171944°N 76.327222°W | Cruce de los Baños |

### Provincia di Villa Clara
La provincia di Villa Clara è suddivisa in 13 comuni.
| Comune            | Popolazione (2004) | Superficie (km²) | Localizzazione          | Note      |
| ----------------- | ------------------ | ---------------- | ----------------------- | --------- |
| Caibarién         | 38064              | 212              | 22.515833°N 79.472222°W |           |
| Camajuaní         | 63544              | 614              | 22.468056°N 79.723611°W |           |
| Cifuentes         | 33391              | 512              | 22.620833°N 80.065833°W |           |
| Corralillo        | 27571              | 843              | 22.985833°N 80.582778°W |           |
| Encrucijada       | 33641              | 345              | 22.617222°N 79.866111°W |           |
| Manicaragua       | 73370              | 1063             | 22.150278°N 79.976111°W |           |
| Placetas          | 71837              | 601              | 22.316111°N 79.655278°W |           |
| Quemado de Güines | 22590              | 338              | 22.79°N 80.255833°W     |           |
| Ranchuelo         | 59062              | 556              | 22.336111°N 80.112778°W |           |
| Remedios          | 46482              | 560              | 22.492222°N 79.545556°W |           |
| Sagua la Grande   | 56097              | 661              | 22.808889°N 80.070833°W |           |
| Santa Clara       | 237581             | 514              | 22.405556°N 79.953889°W | Capoluogo |
| Santo Domingo     | 53840              | 883              | 22.583611°N 80.238333°W |           |